# آبشار وینمونت وست
آبشار وینمونت وست (به انگلیسی: Vinemount West Falls) آبشاری است که در همیلتون (انتاریو)، کانادا واقع شده و ارتفاع کلی ریزشگاه آن ۹ متر (۳۰ فوت) است.